# Длинноногая литория
Длинноногая литория, или длинноногая квакша (лат. Nyctimystes infrafrenaus) — земноводное семейства квакш.

## Описание
Общая длина достигает 10—13,5 см. Наблюдается половой диморфизм — самки крупнее самцов. Отличается немного шероховатой, зернистой кожей. Пальцы задних лап полностью с плавательной перепонкой, передние — частично. Основной тон окраски травянисто-зелёный. Брюхо светлое. По бокам рта проходят хорошо заметные контрастные белые полосы. Концы пальцев розовые с большими круглыми присосками. Глаза золотистые с чёрным горизонтальным зрачком.

## Образ жизни
Любит влажные места, берега водоёмов, тропические леса, посевные площади. Встречается на высоте до 1200 метров над уровнем моря. Значительную часть жизни проводит на деревьях. Впрочем за добычей может спускаться почти до земли. Активная ночью. Питается насекомыми и членистоногими.

## Размножение
Спаривание начинается весной. Во время брачного периода самцы издают звуки, напоминающие мяуканье. Самка откладывает 200—1000 яиц в медленные водоёмы. Головастики появляются через 8 недель.

## Распространение
Вид распространён на островах Тимор, Новая Гвинея, Молуккских островах, архипелаге Бисмарка, в Австралии (Квинсленд).